# Casa Theodor Burada din Iași
Casa Theodor Burada din Iași este un monument istoric situat în municipiul Iași, județul Iași. Este situată pe Str. Burada Teodor T. 4. Clădirea a fost construită în a doua jumătate a sec. al XIX-lea. Figurează pe noua listă a monumentelor istorice sub codul LMI: IS-II-m-B-03763.

## Imagini

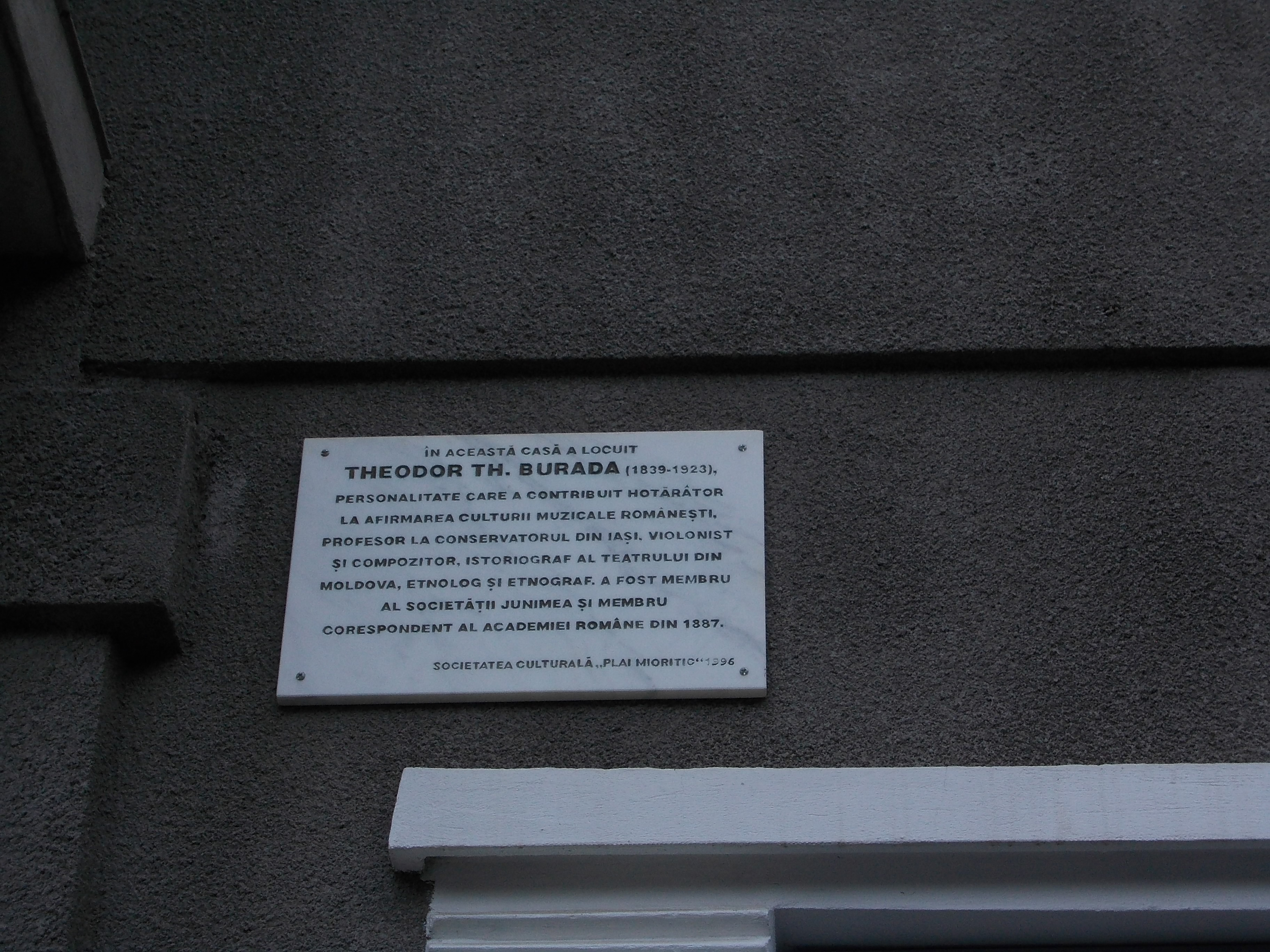